# Crassostrea rhizophorae
Crassostrea rhizophorae is een tweekleppigensoort uit de familie van de Ostreidae. De wetenschappelijke naam van de soort is voor het eerst geldig gepubliceerd in 1828 door Guilding.